# Marianismo

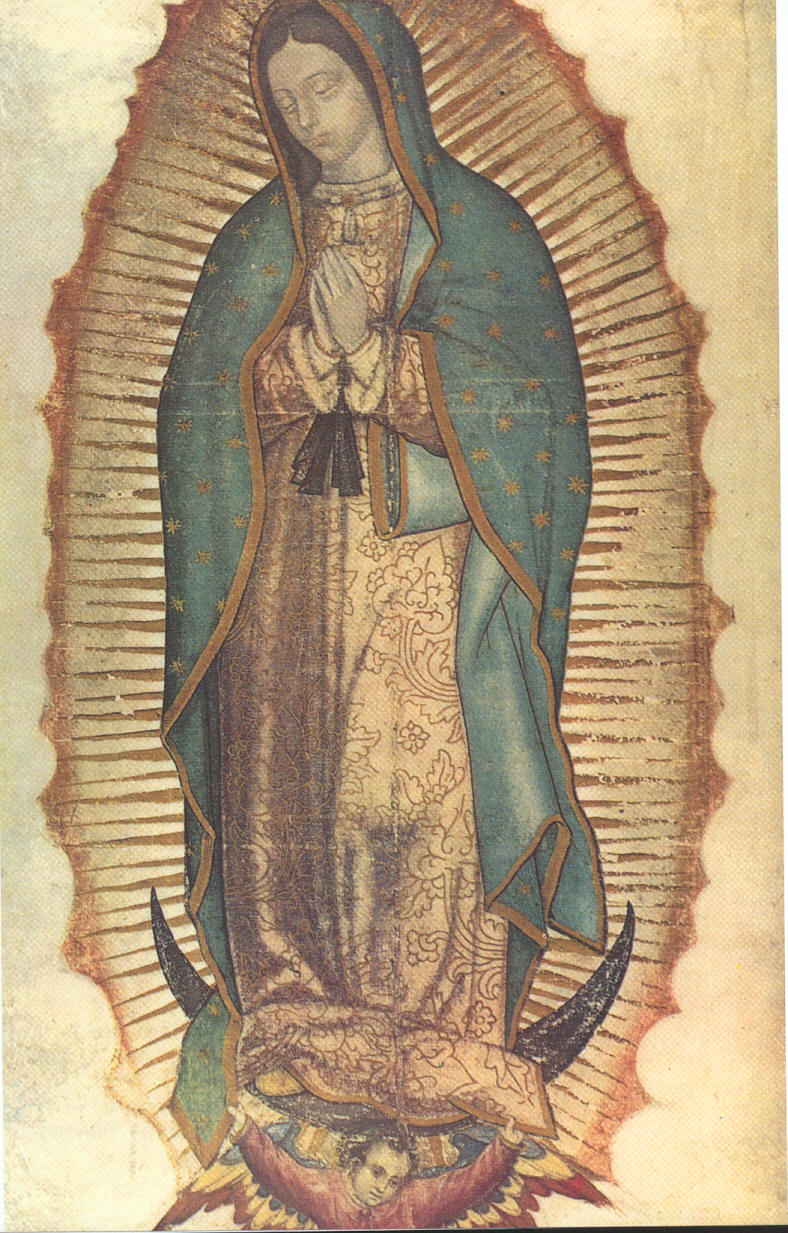
Imagen de Nuestra Señora de Guadalupe

Marianismo es un aspecto del rol de género femenino en las creencias y tradiciones culturales hispanoamericanas, estrictamente relacionado con el machismo y un supuesto ideal tradicional de la Virgen María. Gira en torno a la veneración de las virtudes femeninas como la armonía en las relaciones interpersonales, la fuerza interior, el autosacrificio, la familia, la castidad y la moralidad entre las mujeres latinas, además de la sumisión y la aceptación del machismo en los hombres. El marianismo aglutina ideas tales como la pasividad femenina, la pureza sexual y el autosilencio.
Evelyn Stevens acuñó este término técnico específico de ciencias sociales en 1973, en lo que definió como un «culto a la superioridad espiritual femenina que enseña que las mujeres son semidivinas, moralmente superiores y espiritualmente más fuertes que los hombres». Es un concepto relacionado con el machismo de los hombres, donde estos cuentan con el dominio de la fuerza y las mujeres con superioridad moral. Los estudios realizados sobre el marianismo han llegado a la conclusión de que las mujeres latinas que se adscriben a este particular rol de género femenino son más propensas a tener comportamientos sexuales de alto riesgo, a la violencia contra la mujer y a experimentar resultados negativos en materia de salud mental.
Jane F. Collier demostró que el acceso a las oportunidades económicas es un factor que determina hasta qué punto las mujeres latinas pueden optar por ajustarse a las nociones tradicionales de marianismo, y hasta qué punto están dispuestas a adaptarlas a las nuevas circunstancias. Ya en 1997, la Dra. Rosa Gil y la Dra. Carmen Inoa-Vázquez se refirieron al Nuevo Marianismo, que consiste en adoptar el ideal del marianismo de ser cariñoso y atento, pero rompiendo las barreras que esas características presentaban anteriormente. Acuñada en 1973, la investigadora Gloria González-López afirma que el marianismo, como categoría teórica, no sólo es culturalmente chauvinista sino también elitista.

## Origen del término
En su libro The Maria Paradox: How Latinas Can Merge Old World Traditions with New World Self-esteem (1996, G. P. Putnam), Rosa María Gil y Carmen Inoa Vázquez atribuyen a Stevens la introducción del concepto de marianismo, citando el "innovador ensayo escrito por Evelyn P. Stevens en 1973". También hablan del uso del término por parte de académicos como Sally E. Romero, Julia M. Ramos-McKay, Lillian Comas-Díaz y Luis Romero. En su libro, Gil y Vázquez lo utilizan como aplicable a una variedad de culturas latinas.
Algunos autores han indicado que su enfoque sería similar al hembrismo, aunque la literatura académica más reciente ha señalado que ambos conceptos no serían iguales.